# Bioconstrucción

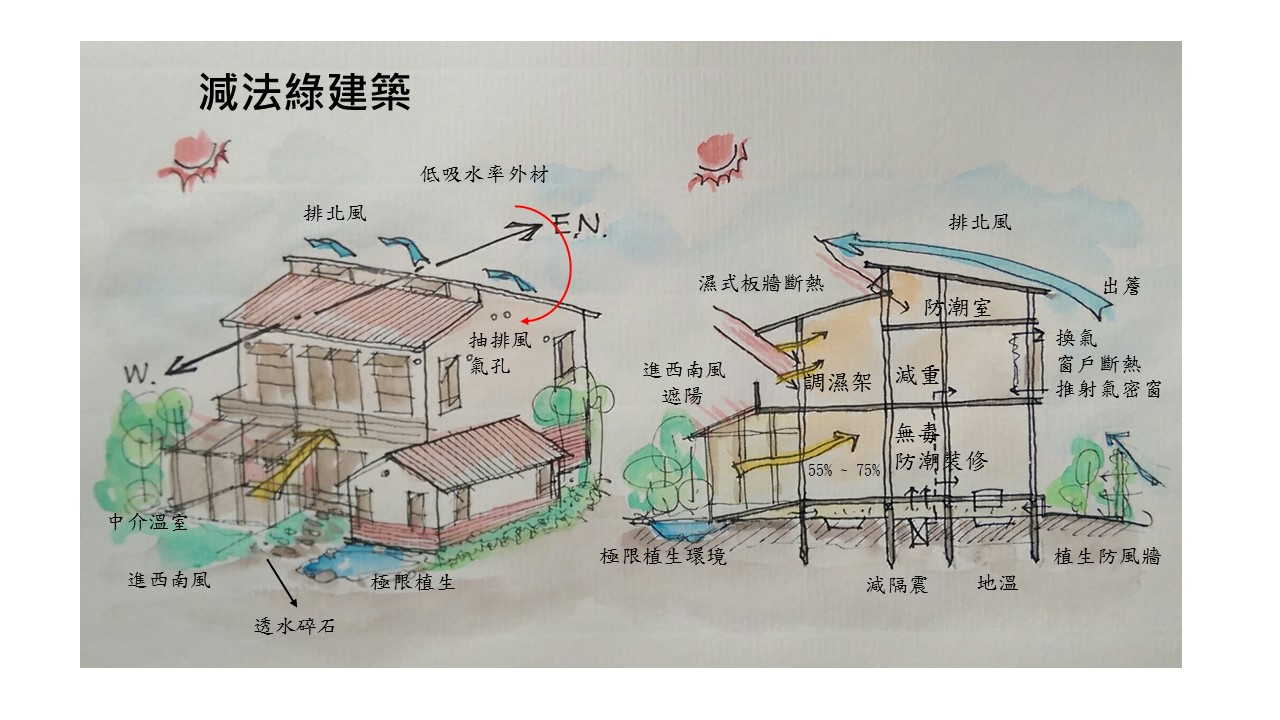
Esquema de una bioconstrucción.

Reciben el nombre de bioconstrucción los sistemas de edificación o establecimiento de viviendas, refugios u otras construcciones, realizados con materiales de bajo impacto ambiental o ecológico, reciclados, reciclables o extraíbles mediante procesos sencillos y de bajo costo como, por ejemplo, materiales de origen vegetal y biocompatibles y que no supongan toxicidad alguna para las personas y el medio ambiente.
Según la obra Bioética:
La toma de conciencia sobre el entorno, es lo que lleva a formular modelos o aplicación de técnicas de diseño y construcción para edificaciones verdes, edificaciones con opciones de sostenibilidad, procesos constructivos a favor de las arquitecturas de tierra que evocan la presencia de los cuatro elementos de la naturaleza: tierra, agua, aire y fuego, en los procesos de la vida en justa proporción, donde si analizamos esta proporción para aproximarnos a la óptima, desde una perspectiva biológica, que considera la resonancia entre la arquitectura y sus moradores, se pondrían en valor estas arquitecturas de tierra, ya que en combinación con la piedra para los cimientos, la madera para las techumbres, la arcilla cocida para cubiertas y las formas dadas a estos materiales, resuelven la armonía de estos elementos. La tierra, y su forma simbólica asociada, el círculo, han resuelto históricamente el fundamento de la arquitectura habitacional.

## Principios de la bioconstrucción
Los principios de la bioconstrucción son los generales del ecologismo: parten del afán de concienciar que el planeta es nuestra casa, y es nuestra responsabilidad para con nosotros y con las generaciones futuras cuidarlo y preservarlo, a él y a los seres que lo habitan en óptimas condiciones, y considera que cualquier actividad de un ser vivo repercute en los demás y provoca reacciones en el medio, tangibles o no, a más corto o más largo plazo de tiempo, a mayor o menor distancia, así también las actividades humanas inciden en el resto de los seres vivos, del planeta y repercuten mucho más allá de ellas mismas.
Edificar causa un gran impacto en el medio ambiente. La bioconstrucción pretende minimizarlo, ayudando a un desarrollo sostenible, que no agote los recursos. También trata de conseguir un hábitat saludable. La bioconstrucción debe entenderse como la forma de construir respetuosa con todos los seres vivos.
Para ello se deben de tener en consideración:
- Gestión del suelo
- Gestión del agua
- Gestión del aire
- Gestión de la energía
- Consumo y desarrollo local

La construcción ecológica, por tanto, es una forma de crear un hábitat adecuado al ser humano, respetando de la mejor forma posible el medio donde se realiza, y teniendo cuidado con los elementos de la naturaleza. Asimismo tiene en cuenta factores como la proximidad y el uso de materiales fáciles de utilizar, con el menor gasto energético. El objetivo es reducir el impacto ambiental que la construcción tiene en el medio ambiente, tratando al mismo tiempo de arraigarla en la sociedad a través de la concienciación, no solamente de las personas que sienten respeto por la naturaleza y preocupación por la salud sino de todos aquellos que, relacionados con la construcción por su trabajo o por mero interés en construirse una vivienda, desconocen las técnicas y materiales de bajo impacto medioambiental para la edificación.

## Algunas bases de la bioconstrucción

### Ubicación adecuada
Evitar la proximidad de fuentes emisoras de radiaciones electromagnéticas, de contaminación química o acústica, tales como fábricas, grandes vías de comunicación, tendidos de alta tensión, subestaciones y centros de transformación. En otro orden de cosas, debe evitarse también poner en peligro algún ecosistema o hábitat.

### Integración en el entorno
Atendiendo a la morfología del terreno, construcciones adyacentes, los estilos arquitectónicos tradicionales de la zona, incluyendo vegetación propia del lugar y armonía de formas constructivas, tratando de integrar más que de ocupar. Las proporciones espaciales, así como las formas y colores tienen gran importancia en la armonización del lugar.

### Diseño personalizado
Según las necesidades del usuario, de tal manera que la vivienda se le adapte y sirva perfectamente para desarrollar en ella su vida. La bioconstrucción trata de evitar el exceso de elementos rectilíneos y las esquinas y rincones angulares, así como los materiales excesivamente rígidos o tensionados. Las luces se salvan con arcos y bóvedas.

### Distribución de espacios y orientación
Se atenderá a la distribución eficiente de servicios así como a las consideraciones bioclimáticas, de ahorro energético y funcionales.
Se perseguirá siempre que sea posible una buena orientación.
Se proyectarán los acristalamientos adecuados para el máximo aprovechamiento térmico y lumínico (con paredes y suelos de alta inercia térmica)
Situación de estancias de poco uso al norte: garajes, despensas, escaleras, y zonas día al Sur.
En los lugares de descanso se tratará de evitar el paso de conducciones de electricidad, agua o de cualquier otro tipo.

### Empleo de materiales saludables, biocompatibles e higroscópicos
Éstos deben facilitar los intercambios de humedad entre la vivienda y la atmósfera. La vivienda debe "respirar".
Los materiales deberán ser de materia prima lo menos elaborada posible y a ser posible, hay que utilizar recursos de la zona.
Deben hallarse totalmente exentos de elementos nocivos como asbesto, poliuretano o PVC .
Los conductos de saneamiento de gran diámetro pueden ser de cerámica con conexiones de caucho y los de pequeño diámetro, de PP (polipropileno), PB (polibutileno) y/o PE (polietileno)en lugar de PVC. Con estos materiales, las conducciones son más estables, flexibles, duraderas y menos ruidosas.
Para las conducciones eléctricas, ya existen en el mercado cables libres de halógenos y sin PVC, así como tubo-rizo de polipropileno.
Evitaremos los aislamientos y pinturas de poro cerrado, plastificados, elementos retenedores de polvo electrostático (moquetas, suelos plásticos...) y todos aquellos materiales que emiten gases tóxicos en su combustión. Debemos utilizar pinturas al silicato, al agua, aceite de linaza, colofonia, ceras naturales, etc., así como, para los elementos decorativos, tratamientos de madera o lucidos y enfoscados.
En los elementos estructurales, emplearemos cementos naturales o cal hidráulica. El uso del acero debe restringirse a lo imprescindible y deberá ser convenientemente derivado a tierra.
Hoy en día se abusa mucho de los elementos estructurales de hormigón armado, como vigas, pilares y forjados, sobre todo las viguetas de hormigón armado pretensadas, las cuales contienen acero con una tensión-torsión permanente, cuando en muchos casos éstos pueden ser sustituidos por muros autoportantes, cerchas, arcos y bóvedas.
Por otro, el cemento de tipo Pórtland está compuesto por cenizas volátiles y escorias siderúrgicas que afectan en diversos sentidos a la sostenibilidad y a la salud:

### Optimización de recursos naturales
Es muy recomendable realizar un estudio de recursos del lugar, de tal manera que podamos determinar los elementos naturales que nos pueden aportar algún tipo de "trabajo" sin limitar su perdurabilidad, a tener presente:
Climatología
- Insolación (radiación solar incidente y temporalidad)
- Geología e hidrología
- Pluviometría
- Vientos dominantes (fuerza, temporalidad y dirección)
- Biomasa (masa forestal)
- Ecosistemas

A lo largo de la historia, el primer elemento de análisis para la elección de un lugar como asentamiento humano, ha sido el agua. Es este el elemento primordial que condiciona la sostenibilidad de un asentamiento. Hoy en día debemos considerarlo un recurso escaso.
Se tendrá un especial cuidado con el tratamiento del agua, su captación, su acumulación, su uso, su depuración, su reutilización y su retorno al medio natural.
La captación es conveniente realizarla en una mina horizontal (a ser posible), si no, deberemos buscar el nivel freático o una vena de agua. O incluso canalizar y acumular el agua de lluvia. Los depósitos de agua deben encontrarse protegidos de la luz y del calor, así como construidos con materiales naturales. Su uso debe ser responsable y austero. Es recomendable separar las aguas grises (lavabos, fregaderos, duchas) de las aguas negras (inodoros) para ser tratadas de forma eficiente y poder depurarlas de forma biológica para su posterior reutilización.
Se tratará de aprovechar la luz solar (insolación) como elemento primordial de iluminación y como fuente de energía para el calentamiento de paramentos y colectores solares. Del mismo modo se puede producir electricidad con paneles fotovoltaicos.
Se tendrá en cuenta los vientos dominantes, su intensidad, dirección y temporalidad. Con ello podremos adoptar sistemas de climatización basados en el principio de "presión diferencial en conductos de ventilación y/o refrescamiento", así como adoptar medidas para evitar sus posibles afecciones colocando pantallas biológicas.
Implantar elementos para la climatización natural, como masas forestales, lagunas, sunths termosolares, invernaderos, cubiertas verdes, etc.
También la implantación de las energías renovables aprovechables en ese lugar determinado (como aerogeneradores, turbinas hidráulicas, paneles solares, biomasa, etc.), así como el aprovechamiento de los materiales constructivos del lugar.

### Implantación de sistemas y equipos para el ahorro
Utilización de la Bioclimática, a través de sistemas de captación solar pasiva, galerías de ventilación controlada, sistemas vegetales hídricos reguladores de la temperatura y la humedad. Ventilación por sunt termosolar. Aleros diseñados adecuadamente. Preferiblemente muros autoportantes que aporten inercia térmica, con aislamiento hacia el exterior. En fachadas con fuerte insolación pueden incorporarse pantallas ventiladas.
Vegetación perenne al norte y caduca, al Sur, Este y Oeste.
Donde la climatología lo permita, es conveniente incorporar cubiertas vegetales inundables.
Atomizadores para el ahorro del agua en los grifos. Aquellos que se utilizan para ducharse deben ser termostáticos.
Equipamiento de mobiliario de bajo impacto y configuración ergonómica, Electrodomésticos de bajo consumo y baja emisividad electromagnética e iónica, nula emisión de microondas y ondas gamma, etc., con una toma de tierra adecuada, que no emitan gases nocivos y que sus elementos envolventes sean naturales.
Se debe tener en cuenta no solo la disposición óptima del mobiliario, sino también su propia forma y contorno geométrico.

### Incorporación de sistemas y equipos de producción limpia
Tras un estudio de los recursos naturales del lugar y de las necesidades a cubrir, podemos determinar los sistemas más adecuados para obtener la energía que necesitamos, como p.e.:
Energía solar térmica con paneles planos, concentradores o tubos de vacío para cubrir las necesidades de Agua Caliente Sanitaria y apoyo a calefacción. También podemos producir frío con energía solar, geotérmica, biomasa o biogás, mediante máquinas de absorción. Mediante hornos solares y/o concentradores parabólicos podemos obtener la energía necesaria para la cocción de los alimentos en más de un 75% de los días.
La planificación de sistemas que consideren el ahorro, no solo se basa en el ahorro per se del mecanismo instalado sino del tipo de uso de este. Es así como un sistema de captación pasiva solar pero sin regulación individual por habitación, da un uso deficiente del sistema. Para incorporar eficientemente el sistema, planteareamos las necesidades del sistema por separado que los sistemas de consumo, de forma que podamos optimizar la energía de forma eficiente.
Geotérmica en aquellos lugares que tengan próxima alguna vena magmática y/o vapor procedente del subsuelo, mediante intarcambiadores para todo tipo de tratamientos térmicos como los que cubre la solar térmica.
Biomasa procedente de residuos agroforestales para el apoyo de la Solar-Térmica.
Biogás procedente de los digestores anaeróbicos de las EDAR para el apoyo de la Solar-Térmica.
Energía solar fotovoltaica para la producción de electricidad.
Hidráulica para la generación de electricidad así como aquellas máquinas que requieran de una fuerza motriz. Su uso debe considerarse restringido a aquellos lugares donde su impacto sea mínimo.
Eólica exactamente igual que la Hidráulica. Su uso debe considerarse restringido a aquellos lugares donde su impacto sea mínimo.

### Programa de recuperación de residuos y depuración de vertidos
Separación de residuos en origen, con programa de reciclado y si es posible reutilización de los sólidos inorgánicos así como compostaje de los orgánicos.
Debemos poner especial atención en la depuración de las aguas residuales para su posterior utilización, p.e. en riego. En los lugares con gran escasez de agua se deben incorporar sistemas de deshidratación orgánica o "WCs secos" con su posterior programa de compostaje.

### Manual de usuario para su utilización y mantenimiento
En el cual se detallen las actuaciones que debe realizar el usuario y las que deberá realizar el mantenedor profesional.

## Algunos de los materiales propios de la bioconstrucción
La bioconstrucción se basa en las tradiciones de construcción con materiales primarios propios del lugar a edificar, como pueden ser el adobe (mezcla de arcillas, fibras vegetales y a veces excrementos secos) o la piedra.
- Balas de paja de cereales o hierbas altas como bloques, que se recubren con pastas que incluyen mezclas de cal o arcilla para protegerlos de los agentes externos. Este sistema, aunque pueda parecer muy rudimentario, permite construcciones de gran resistencia y aceptable habitabilidad, con un razonable aislamiento térmico y acústico, lo que permite un mayor ahorro de energía. Existen casas de balas de paja en pie desde hace 150 años. Incluso se ha realizado un polideportivo con este sistema en Alemania.
- Fibras de yute, cáñamo y lino en aglomerados o morteros con cal, para la preparación de ladrillos de gran fuerza y resistencia ignífuga, o una gran variedad de materiales aislantes.
- Maderas y derivados (morteros, aglomerados, etc.), tanto para estructuras como en tableros de fibra de madera para aislamientos
- Tierra y arcillas" para la construcción con tapial, BTC, cob, adobes y técnicas mixtas.
- Materiales reciclados de plástico, papel (especialmente en aislamientos y entre fachada y tabique interior o tabiques secos), vidrio, etc. El aislamiento con papel de periódico reciclado y molido, también llamado aislamiento de celulosa, sacos reutilizados de yute, en Centroeuropa se lleva aplicando desde hace 25 años, en EE. UU. desde hace un siglo. Su aplicación es muy sencilla con máquinas especiales mediante insuflado o proyectado en húmedo en cavidades, fachadas, buhardillas, cubiertas o falsos techos o tabiquería seca.
- en general, cualquier cosa que surja del aprovechamiento y de la idea de un bajo impacto ambiental y económico puede incluirse dentro de la bioconstrucción.

Aislamientos:
- de origen vegetal: celulosa, fibra de madera, corcho, cáñamo, algodón, lino, fibra de coco, yute, fibra de sisal.
- de origen animal: lana de oveja
- de origen mineral: arlita, perlita, vermiculita, arcilla

Sistemas constructivos:
- Tierra cruda: tapial o pisé, adobe, bloque de tierra comprimida, cob
- Tierra cocida: ladrillos cocidos de diversas clases
- Con materiales vegetales: balas de paja, guadua, encofrados de cal y cañamiza, entramado ligero de madera